# Alexander Soscha Friedman

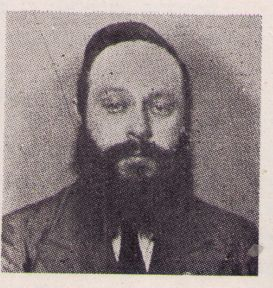
Alexander Soscha Friedman

Alexander Soscha Friedman (hebräisch אלכסנדר זושא פרידמן, geb. 9. August 1897 in Sochaczew, Weichselland, Russisches Kaiserreich; gest. November 1943 im Zwangsarbeitslager Trawniki, Trawniki) war Pole, orthodoxer Jude und Rabbiner, Erzieher, Journalist und Talmud-Gelehrter.
Friedman war der Gründer des ersten hebräischen Journals  Digleinu (Unsere Fahne) für die Agudah Israel und der Herausgeber der  Ma'ayanah shel Torah (Jungbrunnen der Tora). Zudem schrieb er eine Anthologie von Kommentaren der allwöchentlichen Paraschiot, die heute noch populär ist. Er wurde in das Warschauer  Ghetto gebracht, deportiert in das Zwangsarbeitslager Trawniki, das als Außenlager dem KZ Majdanek diente, wo er für die Deportation zu den Todeslagern ausgesucht und im November 1943 ermordet wurde.

## Werke
- Der Torah Kval (1937), auf Ivrit Ma'ayanah shel Torah in englisch Wellsprings of Torah,[9][10][11][12][13]
- Kesef Mezukak (Zerriebenes Silber), 1923
- Kriah LeIsha Yehudit (Lesebuch für die jüdische Frau), 1921
- Avnei Ezel (Führer zu den Steinen)